# Isabelle Sadoyan

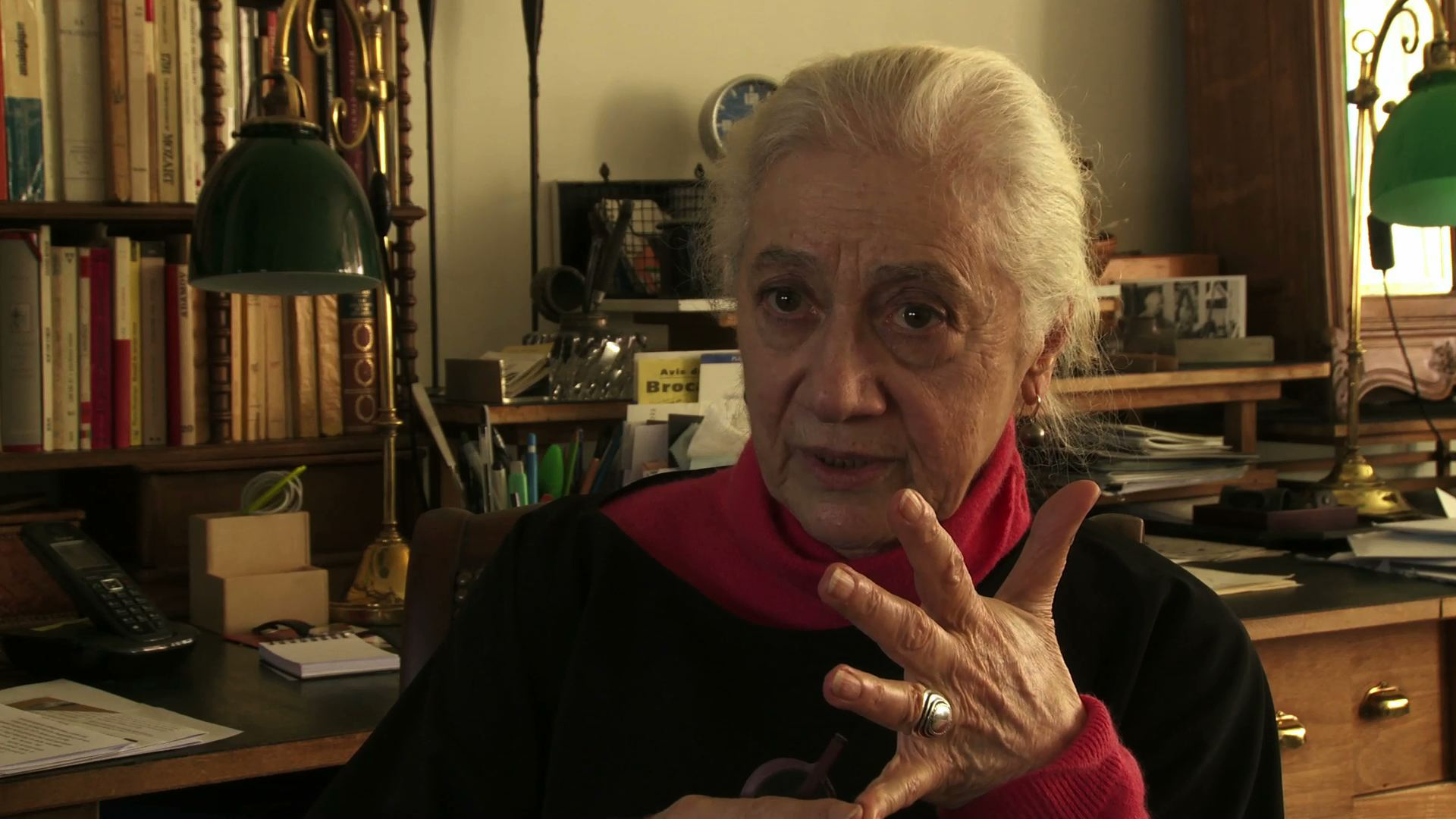
Isabelle Sadoyan, 2015

Isabelle Sadoyan (* 12. Mai 1928 in Lyon; † 10. Juli 2017 in Saint-Didier-au-Mont-d’Or) war eine französische Kostümbildnerin und Schauspielerin.

## Leben und Wirken
Isabelle Sadoyan kam am 12. Mai 1928 in Lyon als Tochter eines Trödelhändlers und einer Näherin zur Welt; ihre Familie stammte aus Armenien und lebte im Lyoner Stadtteil Croix-Rousse. Sie selbst erlernte ebenfalls das Nähen. Bei einem Theaterpraktikum lernte sie den Theaterregisseur Roger Planchon kennen, der sie als Kostümbildnerin engagierte. Auf der von ihm geleiteten Bühne Théâtre de la Cité, später Théâtre National Populaire (TNP), spielte sie über 25 Jahre lang, bevor sie 1976 mit Planchon brach.
1954 heiratete sie den Schauspieler und Schreiner Jean Bouise, mit dem sie bis zu seinem Tod 1989 zusammenlebte. Das Paar hatte keine Kinder.
Vor der Kamera stand Isabelle Sadoyan zum ersten Mal 1970 für den Fernsehfilm Le Chien qui a vu Dieu. In demselben Jahr spielte sie in Claude Sautets Drama Die Dinge des Lebens eine Krankenschwester. In der Folge wirkte sie in zahlreichen Filmen mit, oft unter der Regie namhafter Regisseur wie Luis Buñuel, Claude Chabrol, Claude Lelouch, Jean-Luc Godard und Krzysztof Kieślowski, fast immer in Nebenrollen; oft spielte sie Mütter.
Trotz ihrer umfangreichen Tätigkeit für den Film blieb Sadoyan jedoch in erster Linie dem Theater verpflichtet, wo sie überwiegend in Lyon und Paris spielte, unter anderem in Inszenierungen von Patrice Chéreau, später unter der Regie von Jacques Lassalle, Alain Françon (Endspiel von Beckett 2011), Jean-Pierre Vincent, Jorge Lavelli, Joël Jouanneau, Christian Schiaretti (Ruy Blas von Victor Hugo 2011 und 2012) und Christian Benedetti (Onkel Wanja 2012). Noch im September 2016 spielte sie im Pariser Théâtre de l’Œuvre die Gattin von Robert Hirsch in Avant de s’envoler, einem Stück von Florian Zeller in der Inszenierung von Ladislas Chollat.
Isabelle Sadoyan starb am Morgen des 10. Juli 2017 im Alter von 89 Jahren in Saint-Didier-au-Mont-d’Or bei Lyon. Die Trauerfeier fand in der Lyoner Kirche St. Jakob der Armenischen Apostolischen Kirchengemeinde statt.

## Ehrungen und Auszeichnungen
Der französische Staat ernannte Isabelle Sadoyan 2005 zum Offizier des Kulturordens Ordre des Arts et des Lettres. 2012 wurde sie Ritter der Ehrenlegion.
Im Jahr 2014 erhielt sie für ihre Rolle der Mutter in der Farce L’Origine du Monde von Sébastien Thierry in der Inszenierung von Jean-Michel Ribes den Theaterpreis Molière für die beste Nebenrolle.

## Filmographie
- 1970: Die Dinge des Lebens (Les choses de la vie)
- 1976: Monsieur Klein
- 1977: Dieses obskure Objekt der Begierde (Cet obscur objet du désir)
- 1982: Die Fantome des Hutmachers (Les fantômes du chapelier)
- 1982: Die Spaziergängerin von Sans-Souci (La passante du Sans-Souci)
- 1985: Subway
- 1988: Der Krieg ist aus (Après la guerre)
- 1995: Der Lockvogel (L’appât)
- 1996: Am achten Tag (Le huitième jour)
- 2002: Aram
- 2008: Ende eines Sommers (L’Heure d’été)
- 2012: Thérèse
- 2016: Der Landarzt von Chaussy (Médecin de campagne)
- 2016: Un Village Français – Überleben unter deutscher Besatzung (Un village français, Fernsehserie, 4 Folgen)